# Food Chain Magnate
Food Chain Magnate ist ein Brettspiel der niederländischen Spieleautoren Jeroen Doumen und Joris Wiersinga, das 2015 im Verlag Splotter Spellen veröffentlicht wurde. Es ist ein komplexes Strategiespiel über den Aufbau einer Fastfood-Kette. Auf einem von der Spieleranzahl abhängigen modularen Spielbrett platzieren die Spieler zu Beginn Marker für ihre Restaurants. In den nachfolgenden Runden müssen sie als Inhaber ihres Unternehmens mit einem Deck-Building-Mechanismus Personal für ihr Unternehmen einstellen und von ihm verschiedene Getränke und Speisen herstellen lassen, die letztlich möglichst profitabel verkauft werden sollen. Wesentlicher Bestandteil des Spiels ist die Möglichkeit durch Erreichen sogenannter Meilensteine Vorteile zu erhalten, die das Spiel äußerst asymmetrisch werden lassen und somit großen Einfluss auf die Taktik eines Spielers hat. Das Spiel kann von zwei bis fünf Spielern in zwei bis vier Stunden gespielt werden. Es wird in einer deutsch/englischen Ausgabe vertrieben.

## Thema und Ausstattung
In Food Chain Magnate spielt jeder Mitspieler den Inhaber eines Fastfood-Unternehmens, im Spiel CEO genannt, und trifft als solcher sämtliche unternehmerischen Entscheidungen. Zu Beginn besitzt niemand mehr als sein Restaurant und seine CEO-Spielerkarte, mit der er lediglich Personal einstellen und seinen Mitarbeiter Anweisungen erteilen kann. Wenn der Spieler jemanden einstellt, nimmt er eine der frei ausliegenden Mitarbeiterkarten an sich und vergrößert auf diese Weise sein Deck. Zur Auswahl stehen etwa Managerkarten, mit denen man mehreren Mitarbeitern Aufgaben zuweisen, die Preise seines Restaurants beeinflussen oder Häuser, Gärten und weitere Filialen bauen kann. Außerdem ist es nötig Personal einzustellen, mit dem man entweder Speisen produziert oder Getränke einkauft – zur Auswahl stehen Cola, Limonade, Bier, Burger sowie Pizza – und mit dem man für seine Produkte wirbt, damit die Hausbewohner in die Restaurants einkehren. Zudem kann man verschiedene Trainer beschäftigen, mit denen man sein Personal schulen und somit effizienter arbeiten lassen kann. Weiterhin ist es möglich Kellnerinnen zu beschäftigen, die durch Trinkgelder ebenfalls zum Unternehmenseinkommen beitragen. Es ist notwendig, sämtlichen ausgebildeten Mitarbeitern ein Gehalt auszubezahlen oder sie zu entlassen.
Passend zum Spielthema, einer US-amerikanischen Restaurantkette, ist das Artwork des Spiels komplett im 1960er-Jahre-Stil eines entsprechenden Restaurants gehalten. Die Spielhilfen, von denen jeweils fünf deutsche und fünf englische beiliegen, sind in Form einer Speisekarte gehalten. Das Spielmaterial besteht neben den Spielhilfen aus dem Karton und einer Spielanleitung, die ebenfalls in Deutsch und Englisch gehalten ist. Ferner gehören dazu:
- 20 Spielplanteile
- eine Anzeige für die Spielerreihenfolge
- für jeden Spieler einen Reihenfolgemarker
- acht Haus- und Gartenmarker
- 16 Marketingkampagnen
- drei Restaurant-Marker für jeden Spieler
- 222 Mitarbeiterkarten
- 84 Meilensteinkarten
- 18 Bankreservekarten
- sechs CEO-Karten
- jeweils 40 Holzmarker für die fünf Produkte (Cola, Limonade, Bier, Burger und Pizza)
- Spielgeld mit verschiedenen Werten

## Aufbau
Das Spiel erfordert im Normalfall viel Platz, da wegen der Übersichtlichkeit empfohlen wird, alle Karten auszulegen, um die Karrierepfade des Personals und die noch erreichbaren Meilensteine darstellen zu können. Der eigentliche Spielplan, bestehend aus den Spielplanteilen, benötigt wesentlich weniger Platz: Bei zwei Spielern werden neun Teile in einem 3×3-Raster ausgelegt, bei drei Spielern zwölf Teile in einem 3×4-Raster, bei vier Spielern 16 Teile in einem 4×4-Raster und bei fünf Spielern alle zwanzig in einem 4×5-Raster. Zudem benötigt jeder Spieler vor sich genug Platz, um vor jeder Runde seine Unternehmensstruktur gliedern zu können, wo er bestimmt, welche Mitarbeiter in dieser Runde arbeiten müssen. Etwas Platz benötigen zudem noch die Bank, die mit 50 $ pro Spieler gefüllt wird, und die verschiedenen Marker, die zu verschiedenen Zeiten im Spiel benutzt werden können. Es gibt in Spieldatenbanken wie Boardgamegeek zahlreiche Ideen, um den Spielaufbau platzsparender zu gestalten.

## Spielweise

### Spielablauf
Zu Beginn des Spiels werden abhängig von der Anzahl der Mitspieler die verschiedenen Spielplanteile platziert. Auf dem Spielplan sind verschiedene Häuser und Straßen zu sehen. An den Straßen angrenzend sind verschiedene Bezugsquellen für die drei Getränkesorten zu finden. Im Anschluss wird die Spielerreihenfolge ausgelost und jeder Spieler platziert sein Startrestaurant. Jeder Spieler entscheidet außerdem, welche Reservekarte er in die Bank legt, entscheiden muss er sich zwischen 100 $, 200 $ oder 300 $. Diese werden aufgedeckt, nachdem die Bank das erste Mal kein Geld mehr hat, um diese mit der Summe aller Reservekarten aufzufüllen. Das Spiel gliedert sich im Folgenden in sieben Phasen die fortlaufend wiederholt werden, bis ein Sieger feststeht, das heißt, wer das meiste Geld hat, nachdem die Bank das zweite Mal geleert wurde.
Umstrukturierung
In der ersten Phase sucht jeder Spieler geheim und für sich diejenigen Mitarbeiter aus, die er in dieser Runde in seinem Unternehmen arbeiten lässt. Zu beachten ist, dass die Anzahl an Mitarbeitern, die pro Runde arbeiten können von der Anzahl der arbeitenden Manager abhängig ist. Nachdem jeder Spieler sich entschieden und seine Unternehmensstruktur aufgebaut hat, folgt Phase zwei.
Tagesordnung
Abhängig von den offenen Positionen in der Unternehmensstruktur wird die Spielerreihenfolge dieser Runde neu bestimmt.
Arbeit von 9 Uhr bis 17 Uhr
In dieser Phase arbeitet das Unternehmen. Zunächst werden Mitarbeiter eingestellt. Nachdem jeder Spieler in der Spielerreihenfolge entschieden hat, ob und welche Mitarbeiter er einstellt, kann jeder Spieler entscheiden, ob er seine Mitarbeiter schult, wenn er denn einen entsprechenden Trainer beschäftigt. Zu beachten ist, dass lediglich Mitarbeiter geschult werden können, die aktuell nicht arbeiten. Im Anschluss werden Marketingkampagnen platziert, die aber erst zu einem späteren Zeitpunkt gestartet werden, Speisen und Getränke beschafft (indem Holzmarker in den Vorrat des Spielers gelegt werden) und neue Restaurants, Häuser oder Gärten platziert (indem die jeweiligen Marker auf dem Spielbrett abgelegt werden).
Essenszeit
In der vierten Phase wird verglichen, welche Restaurants die von den Hausbewohnern verlangten Produkte haben. Die Bedarfe der Bewohner sind durch auf den Häusern liegende Holzmarker ersichtlich gemacht. Entschieden wird, welcher Spieler seine Produkte verkauft, indem der von den Restaurants verlangte Preis und der Abstand der Häuser zu den Restaurants addiert und die Werte der Restaurants untereinander verglichen wird. Dadurch wird Entfernung und Preis miteinander aufgewogen. Verlangen zwei Restaurants den gleichen Betrag für die Waren, entscheidet die Anzahl der eingestellten Kellnerinnen darüber, in welches Restaurant der Hausbewohner geht.
Wenn am Ende der vierten Phase die Bank das zweite Mal geleert wurde (gesprengt wird) endet das Spiel an dieser Stelle.
Zahltag
In dieser Phase muss jeder Spieler seine Mitarbeiter bezahlen oder diese entlassen.
Marketingkampagnen
Die in Phase drei platzierten Marketingkampagnen werden ausgeführt. Nach den Regeln jeder der vier möglichen Kampagnen (Plakat-, Briefkasten-, Flugzeug- oder Radiowerbung) werden entsprechend viele Bedarfsmarker auf die Häuser gelegt.
Aufräumen
Im Normalfall werden in dieser Runde nicht verkaufte Speisen und Getränke entsorgt und die Mitarbeiterkarten wieder auf die Hand genommen. Wurden zu irgendeinem Punkt im Spiel von einem Spieler Meilensteine erreicht, werden alle übrigen Karten dieser Sorte weggenommen und stehen für andere nicht mehr zur Verfügung.

### Meilensteine
Besonders an Food Chain Magnate ist, dass an mehreren Stellen im Spiel ein Spieler sich durch das Erreichen von Meilensteinen Vorteile verschaffen kann, die dann zukünftig für andere Spieler nicht mehr zur Verfügung stehen und somit großen Einfluss auf die Taktik des Spiels nehmen. Die Gleichheit der Möglichkeiten der Spieler zu Beginn nimmt dadurch stark ab und das Spiel wird sehr asymmetrisch. So erhält der erste Spieler, der einen Mitarbeiter schulte, zukünftig einen Rabatt auf seine Gehaltszahlungen und der Spieler, der als erstes Speisen oder Getränke wegwerfen musste einen Kühlschrank, mit dem er nach Phase sieben bis zu zehn Waren behalten darf.

### Einführungsspiel
Für Einsteiger wird eine verkürzte Spielversion empfohlen, bei der auf die Meilensteine, die Gehälter der Mitarbeiter und die Bankreservekarten verzichtet wird. Außerdem werden 75 $ statt 50 $ zu Beginn in die Bank gelegt, das Spiel endet, nachdem die Bank das erste Mal gesprengt wurde.

## Erweiterung
Unter dem Titel The Ketchup Mechanism and Other Ideas wurde 2018 eine Erweiterung zu Food Chain Magnate angekündigt, deren Prototyp zur Spiele-Messe 2018 in Essen gezeigt und gespielt werden konnte. Die Erweiterung wurde 2019 veröffentlicht, was auch geschah. Die Erweiterung beinhaltet Material, um das Spiel zu sechst spielbar zu machen. Außerdem erweitern ein neues Set von Meilensteinen und zahlreiche neue modulartige Möglichkeiten das Spiel.

## Entwicklung
Nach drei Jahren Entwicklungszeit wurde von dem niederländischen Autorenduo Jeroen Doumen und Joris Wiersinga im April 2015 ein neues Spiel angekündigt, das dann zu den Internationalen Spieltagen im eigenen Verlag Splotter Spellen veröffentlicht wurde. Über die Webseite waren seit Ende August bereits Vorbestellungen möglich, die dann im November weltweit versandt wurden. Nachdem die erste Auflage in kurzer Zeit ausverkauft war, wurden mehrere Neuauflagen von Splotter Spellen zu Food Chain Magnate veröffentlicht, die ebenfalls sehr schnell verkauft wurden. 2016 wurde von New Games Order, LLC eine japanische Version veröffentlicht, die im selben Jahr auf Platz 7 der Toplist des Japan Boardgame Prize landete. Die siebte Auflage von Food Chain Magnate wurde im Februar 2018 veröffentlicht. Durch zahlreiche sehr positive Rezensionen entwickelte sich das Spiel in den Folgejahren zu einem Geheimtipp. 2018 wurde eine chinesische Ausgabe veröffentlicht und 2019 eine koreanische.

## Rezeption
Food Chain Magnate erhielt nach Erscheinen hervorragende Kritiken. Gelobt wurde das Thema des Spiels und die Umsetzung des Corporate Designs als Restaurant, etwa die Idee, die Spielregel als Speisekarte beizulegen. Der Reiz, den die hohe und brutale Interaktion zwischen Mitspielern erzeugt, wird ebenfalls sehr gelobt. Kritisiert wurde manchmal, dass die Downtime der Spieler gegen Ende durch die Rechnerei etwas zunimmt. Jan Cronauer und Johannes Jäger bezeichneten das Spiel in ihrem Youtube-Blog Hunter & Cron als „eines der besten Experten-Strategiespiele 2016“ und als eines der besten Spiele, die sie jemals gespielt haben.
Das Spiel wurde für zahlreiche Preise nominiert und konnte den Meeples’ Choice Award 2015, The Golden Elephant Award 2015 und den italienischen Goblin Magnifico 2016 gewinnen.

## Belege
1. ↑  muwins.ch:
FOOD CHAIN MAGNATE – DON’T COOK TONIGHT, PLAY SPLOTTER’S DELIGHT
2. ↑  H@ll9000: Rezension zu Food Chain Magnate
3. ↑  Hunter & Cron: Food Chain Magnate – Brettspiel – Review #189 (Seite nicht mehr abrufbar, festgestellt im Februar 2025. Suche in Webarchiven)  Info: Der Link wurde automatisch als defekt markiert. Bitte prüfe den Link gemäß Anleitung und entferne dann diesen Hinweis.